# 16857 Goodall
16857 Goodall è un asteroide della fascia principale. Scoperto nel 1997, presenta un'orbita caratterizzata da un semiasse maggiore pari a 2,4351305 UA e da un'eccentricità di 0,1520759, inclinata di 5,64388° rispetto all'eclittica.